# Gerhard Palitzsch
Gerhard Palitzsch (Tharandt, 17 luglio 1913 – Budapest, 7 dicembre 1944) è stato un militare tedesco.

## Biografia
Gerhard Palitzsch è stato un militare tedesco. Da membro delle SS intraprese la carriera da sottufficiale fino a divenire uno Scharführer, ovvero un sergente maggiore. Egli è noto per le sue attività criminali nel campo di concentramento di Auschwitz.
All'inizio della sua carriera di sottufficiale Palitzsch è stato una sentinella nei campi di concentramento di Lichtenburg, Buchenwald e Sachsenhausen, dove è diventato Blockführer (capo di una baracca di prigionieri '). Da Sachsenhausen fu trasferito ad Auschwitz nel 1940.

## Carriera militare
Al suo arrivo ad Auschwitz portò con sé 30 prigionieri provenienti da Sachsenhausen che dovevano prendere posto come Funktionshäftlinge (prigionieri con funzioni speciali). Palitzsch fu il primo Rapportführer del Lager di Auschwitz, ed in questa posizione instaurò un regime di terrore e violenza. Tra le altre cose spesso prese parte alle esecuzioni di massa al "muro nero". Alcuni membri delle SS affermarono che Palitzsch fu, insieme al suo diretto superiore il capitano delle SS Karl Fritzsch, responsabile di circa 25 000 esecuzioni. Come altri membri delle SS funzionarie nei campi di concentramento, anche Palitzsch, tentò di arricchirsi, rubando proprietà a loro volta derubate alle vittime; ed è per questo che fu oggetto di minuziose indagini delle SS e della Gestapo riguardo ai furti e alla corruzione. Il suo trasferimento, nel 1943, ad un sotto-campo di Brünn, in Moravia (dove fu comandante), potrebbe essere stato un trasferimento penale.
Alcuni detenuti ed insurrezionisti di Auschwitz affermarono che uno dei mezzi di attacco verso il sistema nazista fu quello di allevare pidocchi infetti con tifo nell'infermeria del campo, per poi metterli in abiti consegnati al personale delle SS. A causa della sua fama, anche a Palitzsch fu contaminata l'uniforme, ma morì la moglie Luisa. Successivamente girarono voci che Palitszch avesse iniziato ad avere rapporti sessuali con una prigioniera e fu trasferito in un altro campo.
Poco dopo il suo trasferimento a Brünn, Palitszch fu arrestato, rimandato ad Auschwitz come prigioniero, e rinchiuso nel Blocco 11. Accusato di "contaminazione della razza", (cioè di aver avuto rapporti sessuali con "non-ariani") e furto, Palitzsch fu condannato a morte, poi graziato e infine inviato ad una unità penale. Nel giugno del 1944 fu cacciato dalle SS. Si pensa che sia morto durante la battaglia di Budapest, il 7 dicembre 1944.
In una lettera del movimento di resistenza, contrabbandata fuori da Auschwitz, Palitzsch fu descritto come "il più grande bastardo di Auschwitz". Il suo collega, Perry Broad, lo ha scritto nel suo rapporto, come colui che "ha goduto nel partecipare alle esecuzioni di massa". Rudolf Höss, che non era titubante nella sua critica del suo staff, ha scritto nelle sue memorie: "Palitzsch era la creatura più astuta e scaltra che io abbia mai avuto modo di conoscere durante il mio lungo, poliedrico, servizio nei vari campi di concentramento. Ha letteralmente cercato di salire sopra i cadaveri per di soddisfare la sua brama di potere".